# Diagramme de Sankey

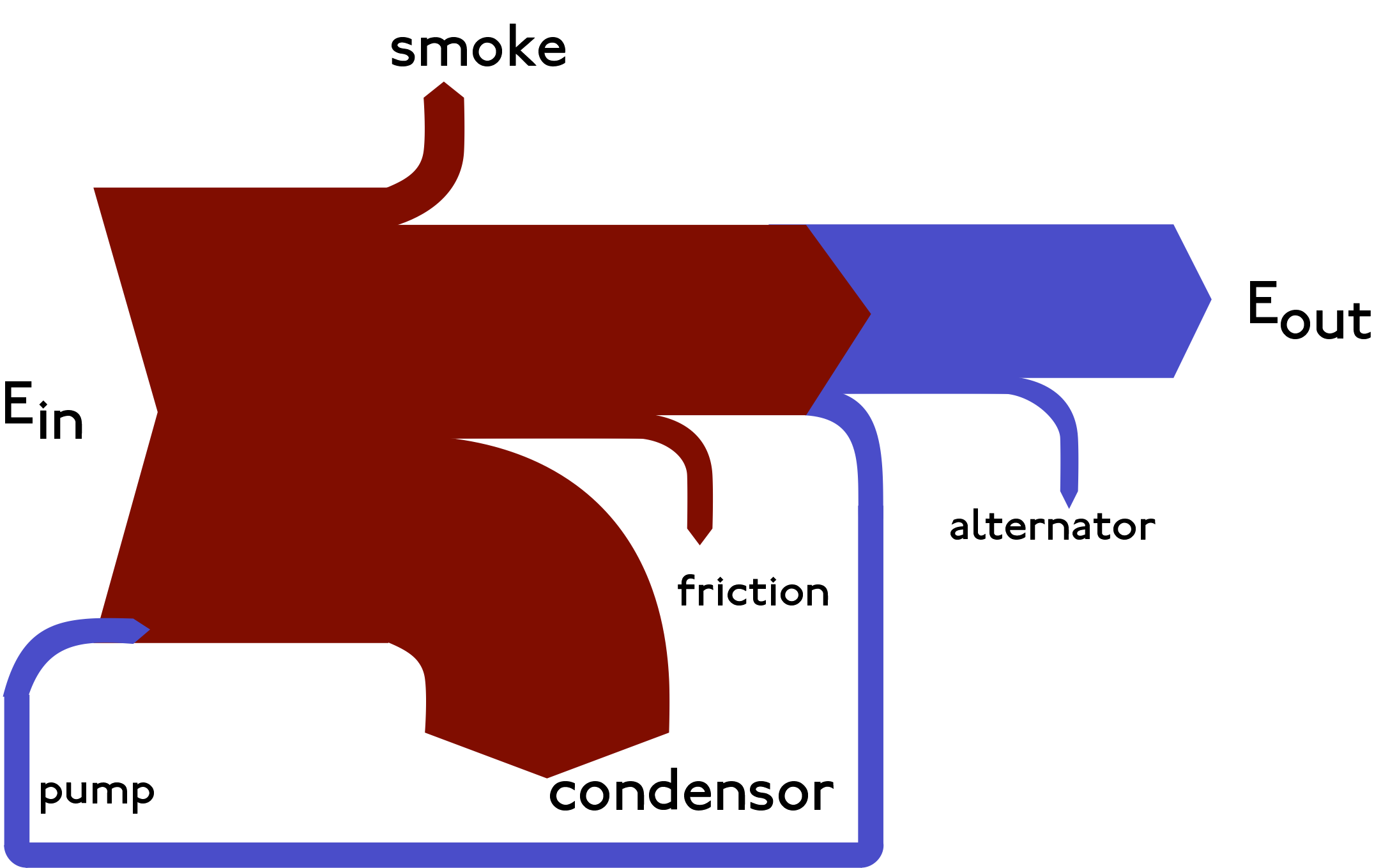
Exemple simple d'un diagramme de Sankey (en anglais) d'une centrale thermique avec autoconsommation d'une partie de l'énergie (boucle violette).

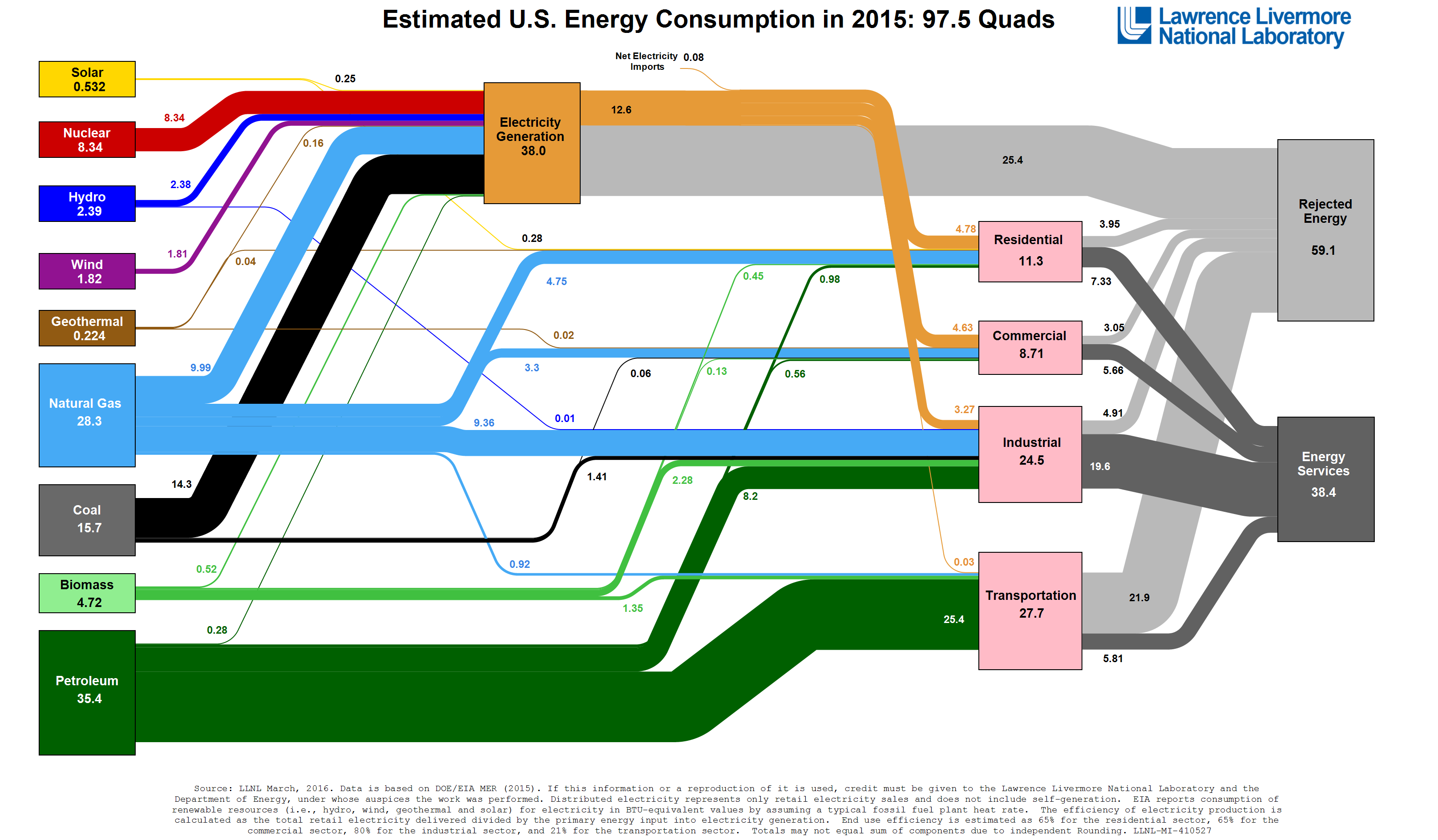
Bilan énergétique des États-Unis en 2015 – à gauche, les sources d'énergie primaire ; en rose, les consommations finales par secteur ; en gris, les pertes de conversion.
Source : Lawrence Livermore National Laboratory.

Un diagramme de Sankey ou diagramme Sankey est un type de diagramme de flux dans lequel la largeur des flèches est proportionnelle au flux représenté. Les diagrammes de Sankey sont utilisés en particulier pour visualiser les flux énergétiques de processus. Ils font ressortir les transferts majeurs d'énergie au sein d'un système complexe, ainsi que ses apports et ses pertes.

## Origines
Le diagramme de Sankey est ainsi nommé en hommage au capitaine irlandais Matthew Henry Phineas Riall Sankey (1853-1926), qui a utilisé ce type de diagramme dès 1898 dans une publication sur l'efficacité énergétique d'une machine à vapeur, bien que le Français Charles Joseph Minard utilisât ce type de représentation graphique antérieurement (voir l'illustration de 1869 plus bas). Aloïs Riedler les a fait connaître dans le monde germanophone.
Tandis que les premiers diagrammes, en noir et blanc, étaient généralement utilisés pour représenter une seule sorte de flux (par exemple la vapeur), l'ajout de couleurs a par la suite apporté un degré de liberté supplémentaire à ce type de diagramme, permettant de mettre en concurrence plusieurs types de flux.

## Applications
Historiquement, les diagrammes de Sankey ont d'abord été exclusivement utilisés dans le domaine de l'énergie, domaine de compétence de l'ingénieur Sankey. Ce type de représentation est désormais utilisé en écologie, économie, industrie, et bien d'autres domaines encore.
Dans le cas de systèmes fonctionnant en cycle clos, les diagrammes de Sankey montrent les étapes de la conservation du système, comme la conservation de la masse ou la conservation de l'énergie. À l'opposé, en système ouvert, ils mettent en exergue les modifications de quantités dans le système, telle l'exergie.
Quand des transferts importants observés représentent une perte, le diagramme de Sankey aide à identifier les points faibles d'un processus, et ainsi à définir ses phases dont il faut optimiser les performances, par exemple dans un procédé industriel ou mécanique.
À l'inverse, lorsque l'on identifie un apport important, le diagramme permet de définir où il faut favoriser les politiques de fidélisation, par exemple dans le cas d'un apport financier extérieur.

## Exemples

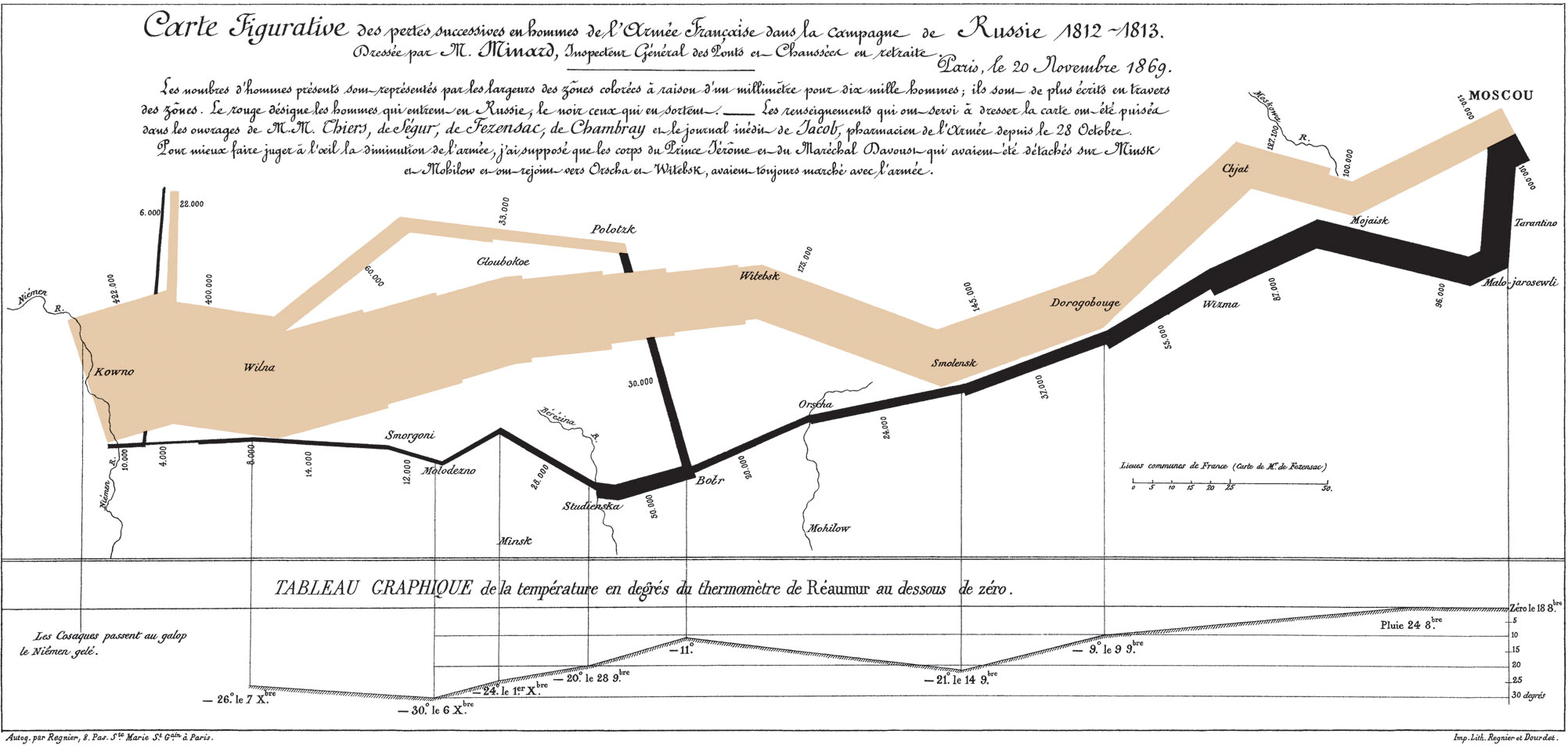
La carte figurative des pertes successives en hommes de l'armée française dans la campagne de Russie 1812-1813 établie en 1869 par Minard est un célèbre exemple de diagramme de flux, représentant l'évolution des effectifs de l'armée de Napoléon pendant la campagne de Russie.

Quelques décennies avant Sankey, Charles Minard a représenté de cette façon l'évolution des effectifs de l'armée napoléonienne pendant la campagne de Russie de 1812. Minard a, de plus, superposé le diagramme de flux à une carte géographique, montrant le déplacement des troupes, et y a ajouté une courbe de température au cours de la retraite de Russie, en degrés Réaumur.
Eurostat (l'office statistique de l'Union européenne) a mis au point un outil interactif en ligne pour visualiser les données concernant l'énergie au moyen de diagrammes de flux Sankey. L'outil propose de nombreux paramètres : pays, année (depuis 1990), types d'énergie, niveau de détail, etc.
L'Agence internationale de l'énergie (AIE) a mis à disponibilité un outil interactif en ligne similaire, qui détaille le flux d'énergie à l'échelle de la planète. L'utilisateur peut sélectionner les pays, années (depuis 1973), et activer d'autres diagrammes simultanés.
Ben Schmidt, maître de conférences en histoire à l'université du Nord-Est, a conçu un diagramme de Sankey reliant les spécialités d'études aux carrières suivies par les anciens étudiants.

## Logiciels
Des logiciels communs peuvent réaliser des diagrammes de Sankey basiques tels Excel ou R (avec la librairie rCharts).
Des logiciels spécialisés permettent de produire ce type de diagramme, par exemple :
- e Sankey ;
- D3’s Sankey toolkit, plugin de D3.js[9] ;
- le package sankey destiné à LaTeX[10].